# Голубянка бурая
Голубянка бурая (лат. Aricia agestis) — вид бабочек из семейства голубянки.

## Этимология названия
Агестида (с греческого) — женское имя.

## Описание
Длина переднего крыла 12—14 мм размах крыльев 22—28 мм. У самцов и самок верхняя сторона крыльев коричневая с полным рядом оранжевых лунок. Последние у самцов обычно мельче, чем у самок. Нижняя сторона крыльев серовато-коричневая с точками красного цвета по краю и пятном белого цвета на заднем крыле. Две чёрные точки располагаются у переднего края заднего крыла одна под другой, образуя фигуры в форме «двоеточия».

## Ареал и места обитания
Южная и Центральная Европа, Кавказ и Закавказье, Турция, Ближний Восток, Иран, Центральная Азия, Гималаи, Северная Африка.
Широко распространён в средней полосе и на юге Восточной Европы. Обычен на территории Словакии, Венгрии, Румынии и Молдове. В Польше встречается повсеместно, кроме высоких гор (Татры, Карпаты). Вид отсутствует в Эстонии и Латвии. На территории Литвы обитает только на юге и юго-востоке. В Беларуси голубянка бурая обычна на западе республики.
На Украине распространён повсеместно, кроме высоких гор (Карпаты), но достаточно локален на севере страны. Единичная находка на территории Волынской области. В России преимущественно обитает в южных областях, локально и редко встречается только в Астраханской области, Калмыкии, а также на территории пустынной и предгорной части Дагестана.
В степной зоне бабочки часто приурочены к долинным и пойменным лугам, лугам, а на севере встречается в злаково-разнотравных биотопах в поймах рек, полянах и лугах. На юге — бабочки населяют злаково-разнотравные остепненные луга, а также степи.

## Биология

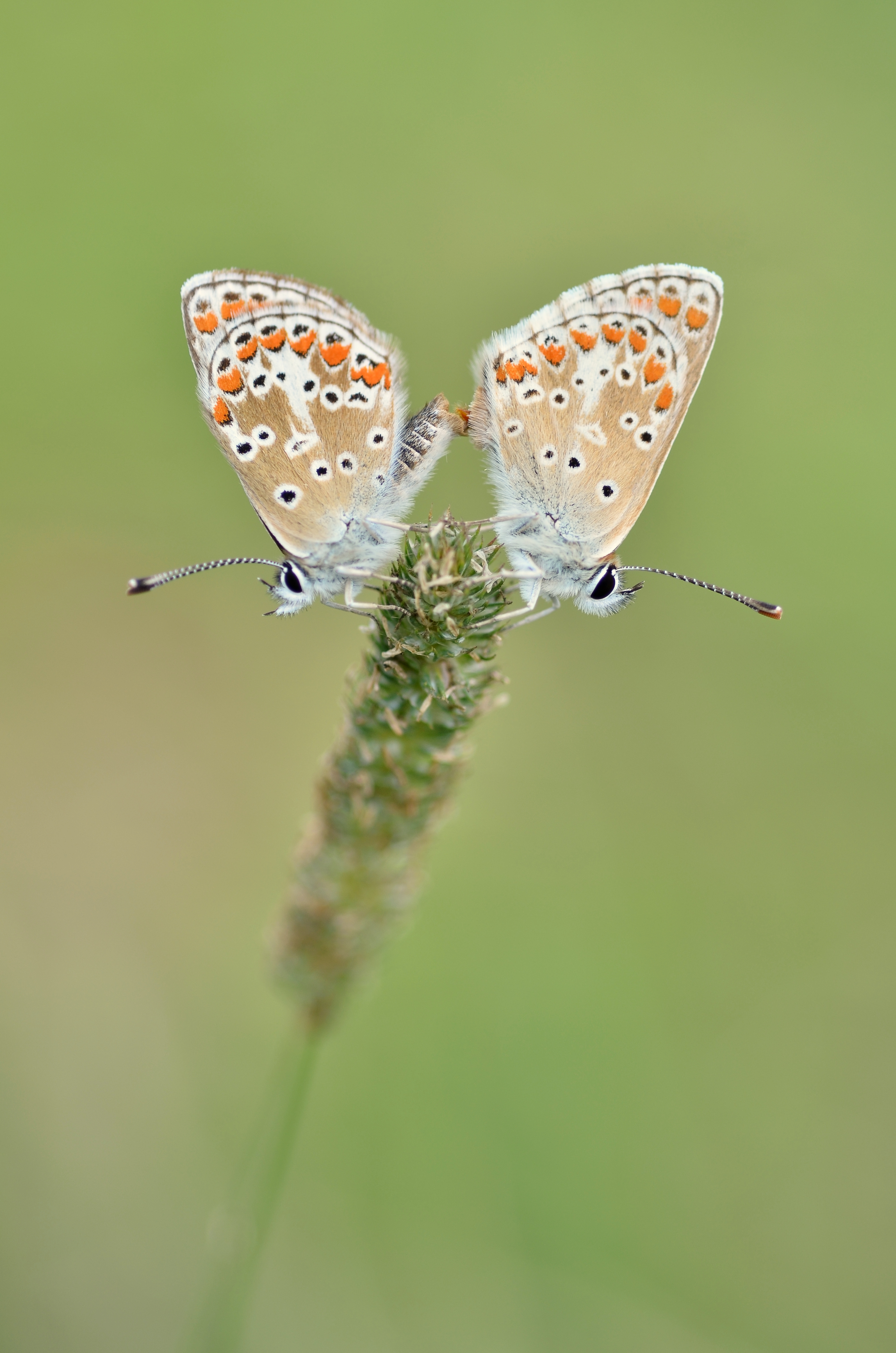
Спаривающаяся пара

На преобладающей части своего ареала на территории Восточной Европы за год развивается два поколения. Время лёта бабочек первого поколения происходит с середины мая до середины июня, второго поколения — с начала июля до середины августа. В жаркие годы может развиваться ещё и третье поколение, бабочки которого летают в сентябре, а на юге — до октября включительно.
Яйца откладываются самками на нижнюю сторону листьв кормовых растений, ближе к центральной жилке. Кормовыми растениями являются: василек, аистник обыкновенный, герань кроваво-красная, солнцецвет монетолистный. Стадия яйца — около 6 дней. Гусеница первого возраста сперва минирует листья, выедая лист с нижней стороны вплоть до его паренхимы и оставляя при этом верхний слой нетронутым. Гусеницы отдыхают на нижней поверхности листьев. Являются мирмекофилами и посещается муравьями Lasius niger, Lasius alienus, Lasius flavus, Myrmica sabuleti. Зимуют гусеницы второго поколения, будучи в 3 возрасте. Окукливаются в пазухах листьев у самой земли на кормовых растениях или же непосредственно на земле. Сразу после окукливания муравьи приносят куколки к себе в муравейник.